# Huta Szkła Kryształowego „Violetta”

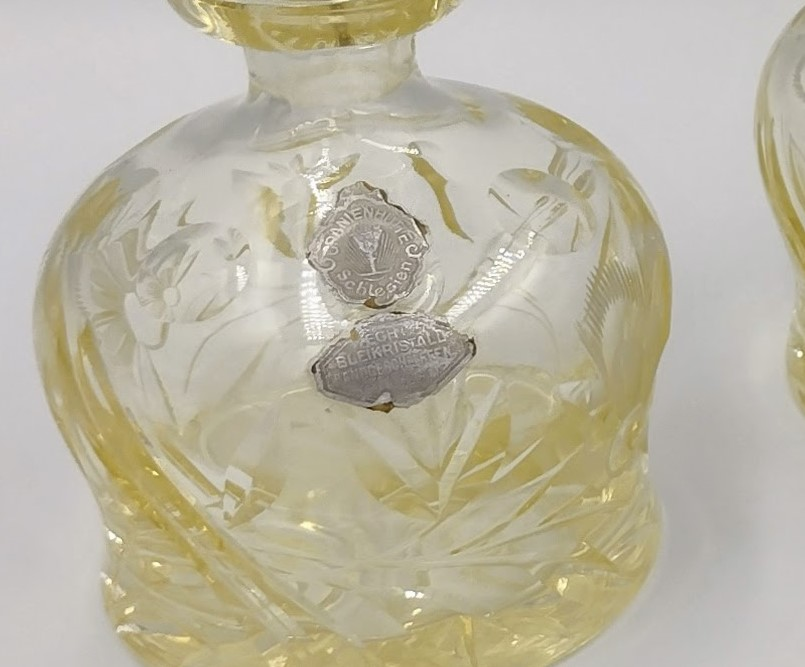
Naklejka, którą opatrywano wyroby przed rokiem 1945

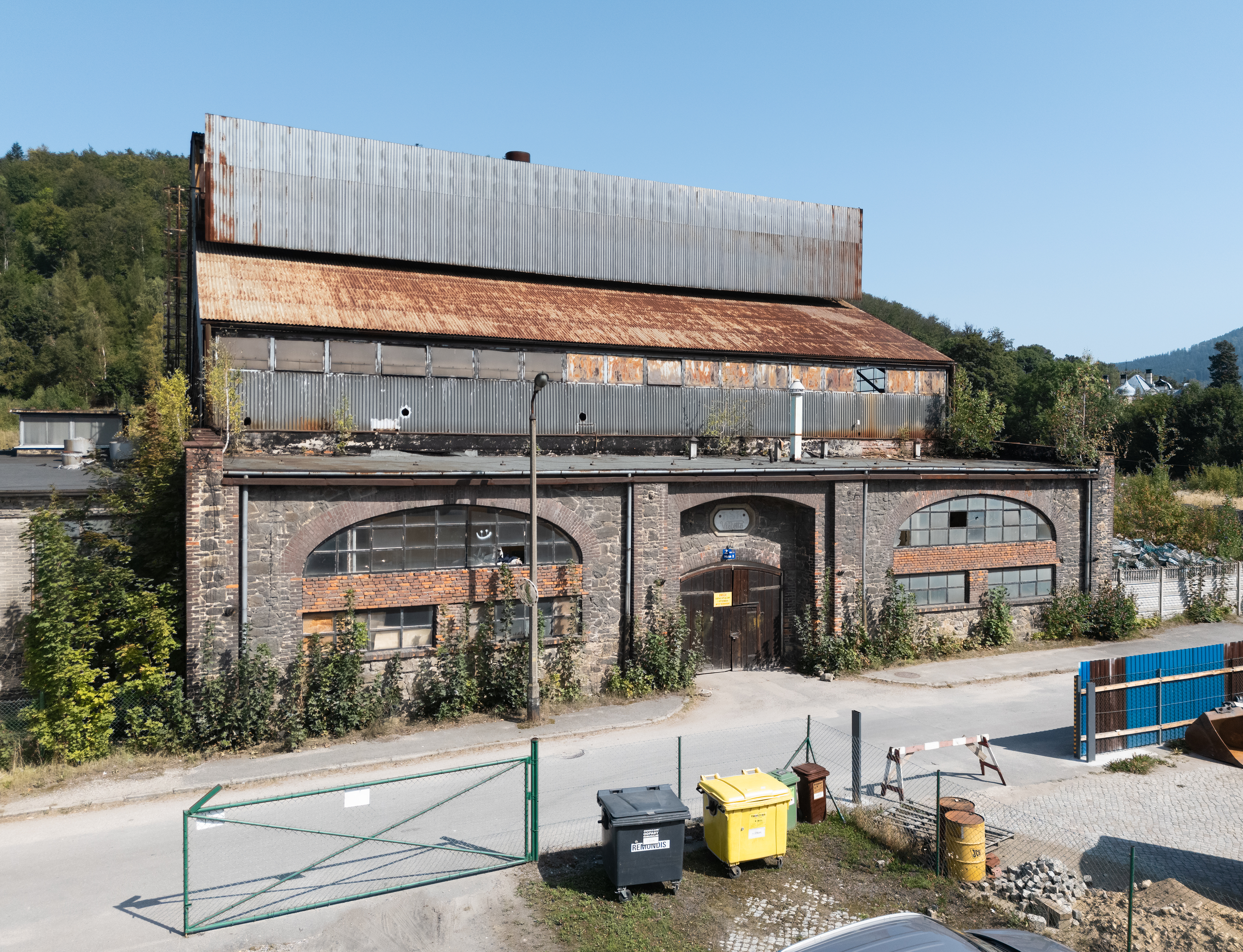
Najstarszy budynek huty

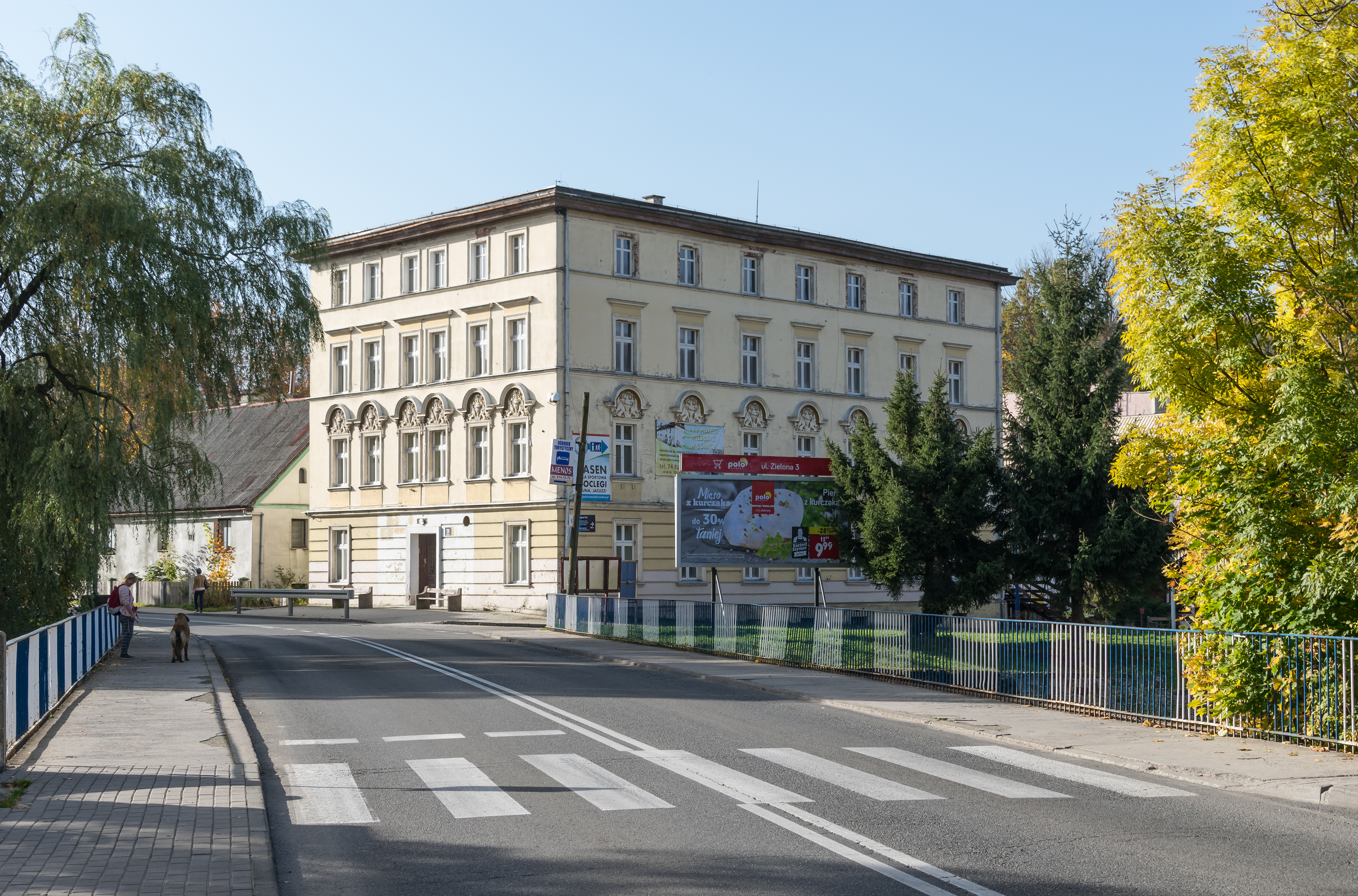
Budynek dawnej szkoły przyzakładowej

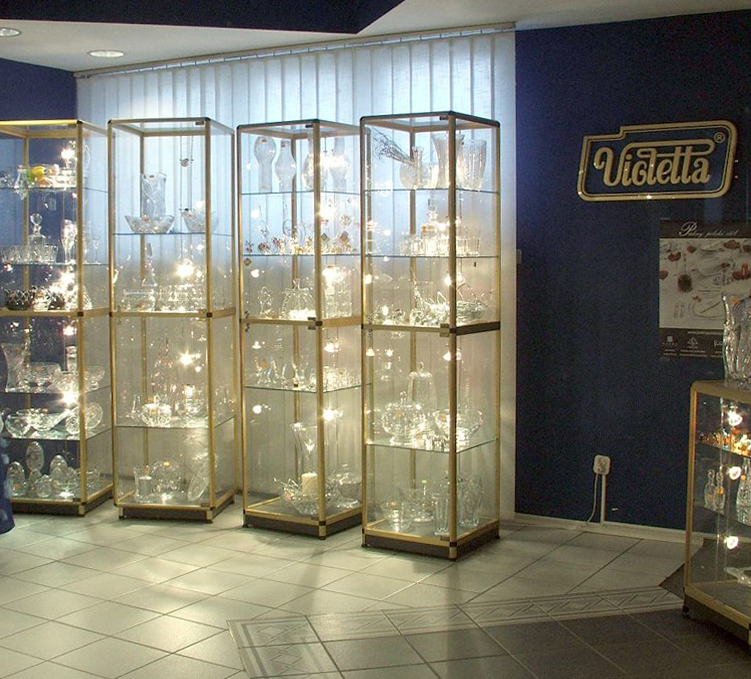
Sklep zakładowy

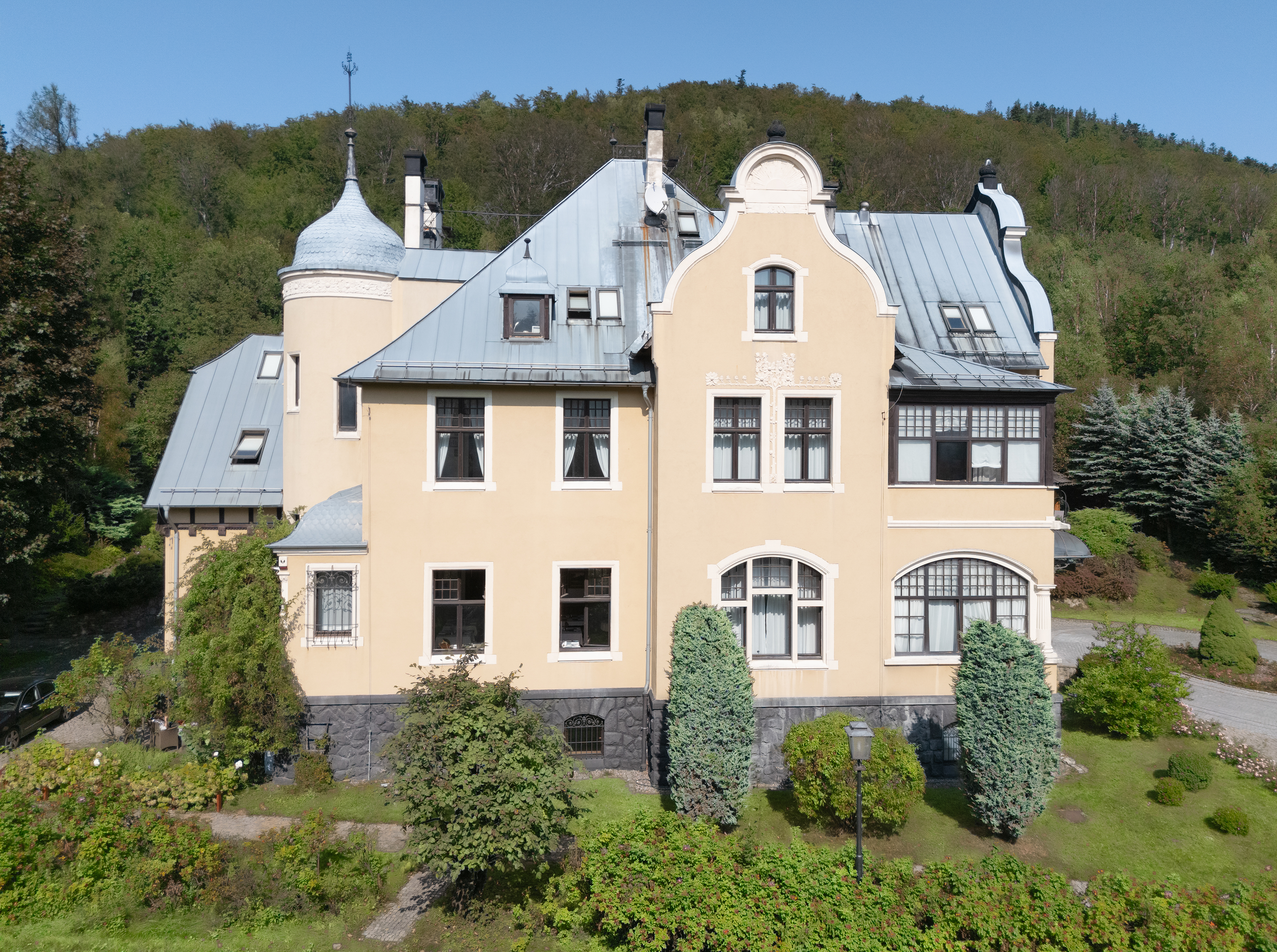
Willa Franza Losky’ego, dawnego właściciela huty

Huta Szkła Kryształowego „Violetta” (dawniej niem. Oranienhütte) – huta szkła założona w 1864 w Stroniu Śląskim zajmująca się wytwarzaniem ozdobnych, ręcznie zdobionych wyrobów ze szkła ołowiowego (kryształowego). Położona nad prawym brzegiem Białej Lądeckiej,  u stóp Sowiej Kopy. Huta była Kontynuatorką tradycji szklarskich dawnej Oranienhütte założonej w 1864 r. przez Franza Losky’ego. Do jej powstania przyczyniła się finansowo królewna Marianna Orańska, stąd jej dawna nazwa. Huta została zlikwidowana 31 grudnia 2018.

## Historia

### Założenie huty
Franz Losky przybył do ówczesnego Seitenberg (pol. Stronie Śląskie) z Rückers (pol. Szczytna, także na ziemi kłodzkiej). W miejscu tym 100 lat wcześniej istniała stara huta szkła – Oranienhütte, której nazwa pochodziła od nazwiska Marianny Orańskiej, ówczesnej właścicielki tych ziem, od której Losky odkupił ziemię pod budowę huty. Lokalizację tę wybrał ze względu na łatwy dostęp do kamienia kwarcowego, będącego surowcem do wytopu szkła.

### Działalność do 1945 r.
Huta działała z powodzeniem, a jej wyroby cieszyły się dużym wzięciem. Na jej rozwój dobrze wpłynęło doprowadzenie do Strachocina linii kolejowej z Kłodzka w 1897 r. Huta produkowała głównie półfabrykaty, a zdobieniem zajmowały się małe szlifiernie i chałupnicze warsztaty rozsiane w okolicy. Uszlachetnione wyroby trafiały z powrotem do huty, która zajmowała się ich sprzedażą. Czas prosperity przerwała I wojna światowa. Poważnie ograniczono wtedy wielkość produkcji. W okresie międzywojennym sytuacja ekonomiczna nie poprawiła się, a dodatkowe kłopoty przyniósł w latach trzydziestych wielki kryzys ekonomiczny. Ostatnim właścicielem huty przed 1945 r. był Eberhardt Losky.

### Czasy powojenne
Po 1945 r. huta przeszła w polskie ręce razem z całą ziemią kłodzką. W 1946 r. uruchomiony został dział zdobienia, opierając produkcję na 89 jeszcze niemieckich pracownikach oraz na półfabrykatach z poniemieckich zapasów. Huta stała się własnością państwową. W 1948 zatrudnienie wynosiło 180 osób z czego 60% stanowili już Polacy. Od 1 stycznia 1950 r. huta zaczęła podlegać, razem ze wszystkimi dolnośląskimi hutami, Centralnemu Zarządowi Przemysłu Szklarskiego i Ceramiki Szlachetnej z siedzibą w Sosnowcu. Zakład nosił wtedy nazwę „Zjednoczone Huty Szkła Okręgu Śląska Dolnego – Państwowa Huta Szkła Kryształowego w Stroniu Śląskim”. Produkcja roczna w tym roku wyniosła 40 ton przy zatrudnieniu 230 osób.
Z czasem uruchomiono własny wytop i formowanie szkła. W 1951 r. wytop rozpoczął pierwszy piec i rozpoczęto najpierw od produkcji borowo-krzemowego szkła laboratoryjnego. Dwa lata później zainaugurowano produkcję dekoracyjnego szkła kryształowego oraz produkcję z przeznaczeniem na eksport. W latach 50. rozpoczęto rozbudowę i modernizację zakładu, która trwała przez następne dziesięciolecia. Wybudowano m.in. nowy budynek zdobienia, magazyny półfabrykatów i wyrobów gotowych oraz polerownię chemiczną. Uporządkowano teren zakładu, zlikwidowano stare magazyny, a część starych pomieszczeń zaadaptowano do nowych celów. W 1961 r. w stanął tam pierwszy w Polsce wannowo-zmianowy piec, którym zaczęto zastępować stary piec donicowy. Wprowadzono również produkcję szkła prasowanego, uruchomiono malarnię kryształów i piec do wypalania kryształów żółtopalonych. Zmechanizowano i zautomatyzowano niektóre procesy produkcyjne.
W roku 1970 huta zmieniała nazwę na Huta Szkła Kryształowego „Violetta” w Stroniu Śląskim, otrzymując żeńskie imię podobnie jak inne polskie huty szkła: „Irena” w Inowrocławiu, „Julia” w Szklarskiej Porębie. Wielkość produkcji na początku lat 70. wzrosła do 800 ton rocznie, co stanowiło rekord w skali kraju.
W 1976 huta została odznaczona Krzyżem Oficerskim Orderu Odrodzenia Polski.
Do lat 80. zakład rozrósł się w poważnym stopniu – poczyniono wiele inwestycji produkcyjnych i technologicznych. Pewny zbyt i stałe zamówienia stanowiły o dobrej, jak na gospodarkę socjalistyczną, kondycji ekonomicznej. W 1980 r. huta zatrudniała 2200 pracowników i była największym pracodawcą w tej części ziemi kłodzkiej. W tym roku odnotowano rekordową produkcję 3500 ton szkła. Wybudowano oryginalny w kształcie Zakładowy Dom Kultury „Brylant”, nowoczesną czterokondygnacyjną halę produkcyjną, dziesięciopiętrowy biurowiec, własną wieżę ciśnień oraz dużą stołówkę zakładową. Pracowników kształciła przyzakładowa szkoła zawodowa, a ze środków zakładu utrzymywano Klub Sportowy „Kryształ” Stronie Śląskie oraz zawodową straż pożarną. Huta była czołowym eksporterem kryształów w Polsce.
O potencjale ówczesnej huty świadczy również udział w latach 1983–1984 w budowie RTON Czarna Góra.

### Po przemianach ustrojowych
W roku 1990 wprowadzono produkcję szkła powlekanego, a w 1994 r. wyrobów wolnoformowanych, które nie wymagały zdobienia ani polerowania chemicznego. Odbiorcą tego szkła były firmy amerykańskie. W 1992 r. huta została przekształcona w spółkę akcyjną. Mimo zmieniającej się często kadry kierowniczej HSK systematycznie podupadała, nie radząc sobie w ówczesnych warunkach gospodarczych. Podejmowała się m.in. wykonywania szkieł sygnowanych obcą marką. W 2007 r. pracowało w niej już tylko ok. 550 osób. Wyprzedaż większości nieruchomości, wyburzenia części budynków i zwolnień pracowniczych nie poprawiły sytuacji – huta w dalszym ciągu notowała słabe wyniki ekonomiczne. Planowano dalszą redukcję zatrudnienia i przejście na częściowe zdobienie automatyczne na zakupionych w Niemczech maszynach sterowanych komputerowo.
W roku 2007 HSK „Violetta” odnotowała duże trudności finansowe, choć jeszcze w grudniu tego roku otrzymała nagrodę „Złoty Laur” raportu „Teleinfo 100” przyznawaną przedsiębiorstwom o najwyższym stopniu informatyzacji. Wygaszono pierwszy piec produkcyjny z powodu trudności ze zbytem towaru. W maju 2008 r. sytuacja pogorszyła się do tego stopnia, że całkowicie wstrzymano produkcję szkła. W lipcu tego roku akcjonariusze huty, której 90,2% akcji należy do Huty Szkła Gospodarczego „Irena” (de facto do Mariana Kwietnia), podjęli decyzję o likwidacji firmy. Według dyrekcji „Ireny”, na słabe wyniki finansowe złożyły się rosnące ceny energii elektrycznej i gazu, presja na podwyżki płac oraz systematyczne i znaczące umacnianie się złotego.
W roku 2011 HSK „Violetta” została zakupiona przez firmę Minex CEI SA i ponownie uruchomiono produkcję. W 2017 r. nadano jej Odznakę Honorową za Zasługi dla Gminy Stronie Śląskie. Produkcja została zakończona 31 grudnia 2018 r., po czym rozpoczęto burzenie budynków w celu sprzedaży terenu. Władze Stronia Śląskiego postanowiły w pozostałych budynkach urządzić muzeum. W 2016 roku, w miejscu byłej bramy prowadzącej na teren zakładu, postawiono pomnik "Dmuchacza Szkła" autorstwa Borysa Michałowskiego. Pomnik, który pierwotnie stał w parku na Goszowie w Stroniu Śląskim, został stworzony na zlecenie Huty Szkła Kryształowego „Violetta” najprawdopodobniej w 1965 r. Monument jest pamiątką po byłym przedsiębiorstwie. 

## Turystyka
Huta była udostępniona do zwiedzania grupowego. 
W pobliżu terenów huty przechodzi żółty szlak turystyczny prowadzący ze Stronia Śląskiego do Bielic przez Łysiec.

## Ludzie związani z HSK
- Wieloletnim dyrektorem huty był Kazimierz Drożdż, który w latach 1997–2005 był senatorem RP.

Z HSK „Violetta” współpracowali między innymi następujący projektanci i designerzy:
- Witold Turkiewicz – twórca szkła unikatowego w stylu neosecesji; pracownia projektowa w HSK „Violetta” była w latach 1956–1957 jego pierwszym miejscem pracy po studiach,
- Janusz Robaszewski – autor wielu projektów szkła produkowanego przez HSK, wieloletni kierownik pracowni projektowej,
- Józef Podlasek – autor projektów szkła; HSK „Violetta” była w latach 1963–1967 jego pierwszym miejscem pracy po studiach.